# Martijn La Grouw
Martijn La Grouw (Eindhoven, 20 juli 1984) is een Nederlandse radio-dj.

## Loopbaan
La Grouws belangstelling voor radio begon al op jonge leeftijd en resulteerde in 2004 in zijn eerste programma op de lokale omroep van Eindhoven, E-FM. Hij presenteerde daar elke week E-FM Saturdayz.
In 2006 maakte hij de overstap naar de regionale zender Radio Decibel, maar enkele maanden later ging hij aan de slag bij SLAM!, waar hij elke zondag te horen was van 21.00 uur tot middernacht.
In juni 2009 studeerde hij af aan de Hogeschool voor Journalistiek te Tilburg.
La Grouw zou na 1 maart 2010 verhuizen naar XFM als middagdiskjockey, maar in juni 2010 keerde hij alweer terug bij SLAM!. Hij presenteerde achtereenvolgens de programma's The Beat Goes On, Middag Martijn en het doordeweekse middagprogramma Most Wanted.
In juni 2014 maakte La Grouw de overstap naar 100% NL, waar hij iedere werkdag was te horen van 13.00 tot 16.00 uur. Op 19 oktober 2015 keerde hij weer terug naar SLAM!, waar hij opnieuw Middag Martijn ging presenteren.
Vanaf 2019 maakte La Grouw een weekendprogramma bij 100% NL. Tevens was hij vaste vervanger van Barry Paf bij het ochtendprogramma van de zender.
Per 31 augustus 2020 was La Grouw weer te horen bij SLAM!: hij nam hier het ochtendprogramma Early Birds (van 06.00 tot 09.00 uur) over van Joey van der Velden. Later kreeg La Grouw er een uur zendtijd bij: het programma was voortaan te beluisteren van 06.00 tot 10.00 uur.
Sinds 5 januari 2024 is La Grouw te horen op Radio 538 op maandag tot en met donderdag van 19:00 tot 21:00. 